# Raphidiocystis
Raphidiocystis é um género botânico pertencente à família Cucurbitaceae.

## Espécies
| - Raphidiocystis brachypoda - Raphidiocystis caillei - Raphidiocystis chrysocoma - Raphidiocystis jeffreyana | - Raphidiocystis mannii - Raphidiocystis phyllocalyx - Raphidiocystis ugandensis - Raphidiocystis welwitschii |

1. ↑  «Raphidiocystis — World Flora Online». www.worldfloraonline.org. Consultado em 19 de agosto de 2020